# Шведова, Людмила
Людмила Шведова (чеш. Ludmila Švédová, 13 ноября 1936, Шумперк — 10 февраля 2018) — чехословацкая спортивная гимнастка. Серебряная медалистка Олимпийских игр 1960 года в Риме (в командном многоборье).
Кроме того, дважды становилась обладательницей командного серебра на чемпионатах мира — в 1958 году в Москве (СССР) и в 1962 году в Праге (ЧССР).

## Биография
На Олимпийских играх 1960 года в Риме завоевала с командой ЧССР серебро в командном многоборье; при этом в личном зачёте (в личном многоборье) стала 13-й, ни в один из финалов в отдельных видах не вышла.